# Fritzi Ritz
Fritzi Ritz est une série de comic strip américaine créée par Larry Whittington et publiée par le New York World à partir du 9 octobre 1922 sous forme de bande quotidienne. Une page dominicale est ajoutée à partir du 6 octobre 1929, quatre ans après la reprise de la série par Ernie Bushmiller.
Fritzi Ritz est une flapper insouciante et frivole dont le strip suit la vie quotidienne, en particulier les amours, selon le modèle lancé par Cliff Sterrett dans sa série Polly and Her Pals.
En 1931, la fusion de l'Evening World avec le Telegram conduit à la disparition provisoire de la série, reprise dans le New York Mirror (en) à partir du 10 janvier 1932, ce qui la conduit à être distribuée nationalement par United Feature Syndicate et à gagner en popularité.
En 1933, Bushmiller introduit dans le strip le personnage de Nancy, la nièce espiègle de Fritzi. Très rapidement, Nancy devient le personnage principal de la bande quotidienne,renommée à son nom en 1938 (voir Nancy). Nancy remplace également à partir de 1938 la demi-page page dominicale consacrée à Phil Fumble, le petit ami de Fritzi. L'autre moitié reste consacrée à Fritzi jusqu'en 1968.

## Galerie

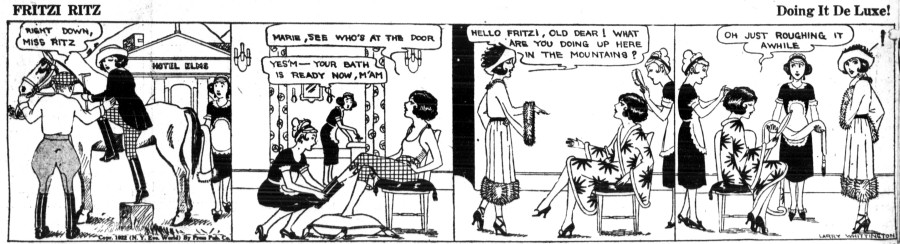
Premier comic strip de Fritzi Ritz.
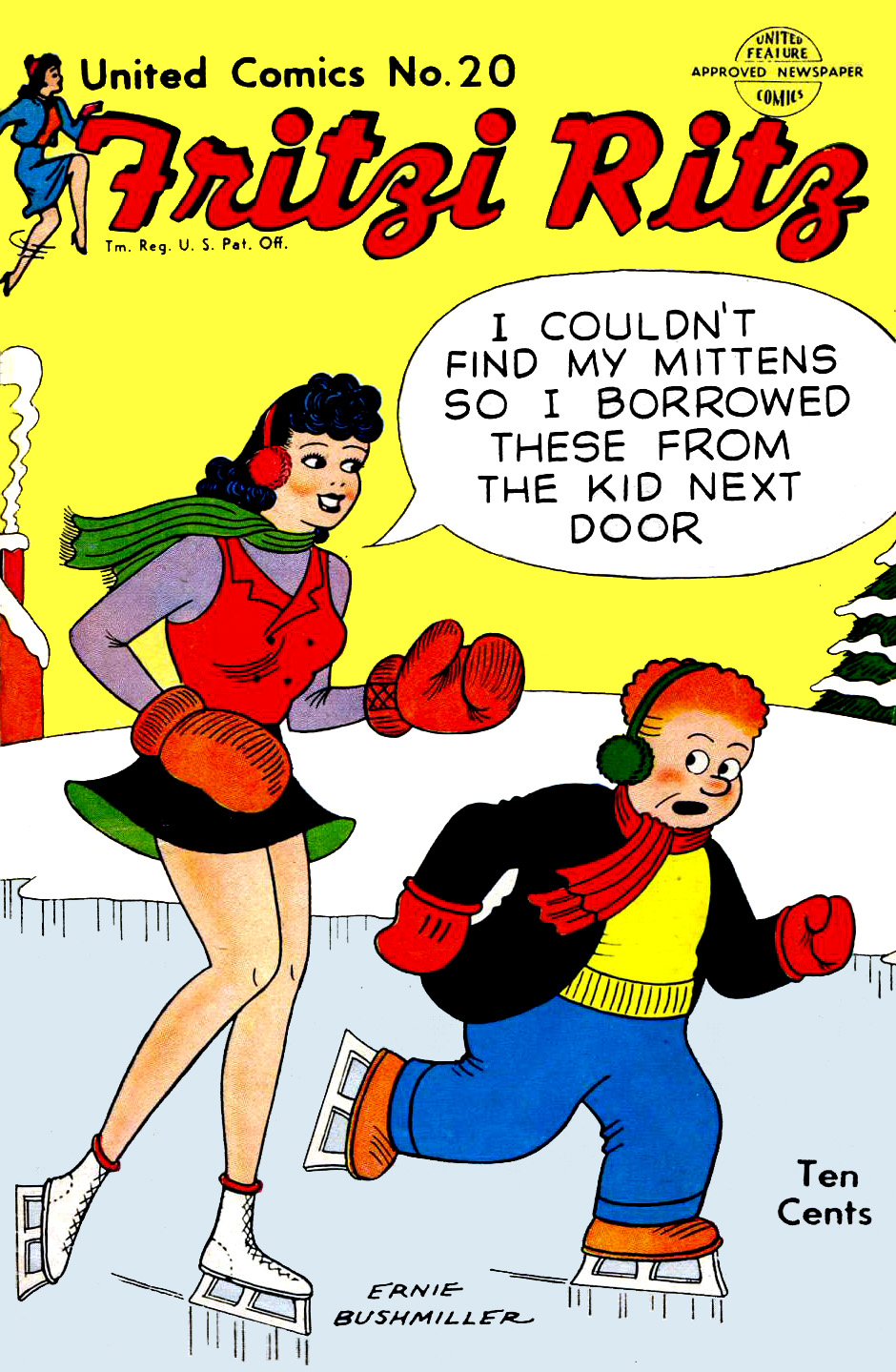
Fritzi Ritz et Phil Fumble, 1952.